# Diastema lineata
Diastema lineata là một loài bướm đêm trong họ Noctuidae.